# لين وايتهيد
لين وايتهيد (بالإنجليزية: Lynne Whitehead) هي لاعبة بولينغ بريطانية، ولدت في 12 مارس 1973.

## روابط خارجية
- لين وايتهيد على موقع اتحاد ألعاب الكومنولث (مؤرشف) (الإنجليزية)